# En ciertos momentos
In certi momenti (conocida en su versión española como En ciertos momentos) es el nombre del tercer álbum de estudio grabado por el cantautor italiano de pop/rock Eros Ramazzotti, Este álbum fue producido por Piero Cassano y publicado bajo el sello discográfico BMG en 1987. «La luce buona delle stelle» es el primero de muchas colaboraciones entre Ramazzotti y otros intérpretes, en este caso con la cantante/actriz británica Patsy Kensit. 

## Lista de canciones
(Todos compuestos por Pierangelo Cassano, Adelio Cogliati y Eros Ramazzotti)
Lista en italiano
1. «Questo mio vivere un po' fuori» - 4:16
2. «OK ci sto» - 3:55
3. «La luce buona delle stelle» - 4:06 (a dúo con Patsy Kensit)
4. «Il gioco della verità» - 4:35
5. «Ma che bello questo amore» - 4:08
6. «Ciao pà» - 4:58
7. «Cose che ho visto» - 4:09
8. «Libero dialogo» - 4:31
9. «Occhi di speranza» - 3:15
10. «Senza perderci di vista» - 4:12

Lista en español
1. «Mi vida es un absurdo» - 4:16
2. «OK ya voy» - 3:55
3. «La luce buona delle stelle» (a dúo con Patsy Kensit) - 4:06
4. «El juego de la no verdad» - 4:35
5. «Fantástico amor» - 4:08
6. «Chao Papa» - 4:58
7. «Las cosas que he visto» - 4:19
8. «Diálogo» - 4:31
9. «Ojos de esperanza» - 3:15
10. «Mientras el cuerpo resista» - 4:12
11. «Una historia importante» - 4:09
12. «Ahora tú» - 4:00
13. «Un nuovo amore» - 4:10
14. «Emociones cuantas emociones» - 4:34

## Créditos
| - Gabriele Balduci - coro - Maurizio Bassi - arreglo, programación - Piero Bravin - voz, ingeniería - Piero Cairo - programación - Renato Cantele - mezcla digital - Piero Cassano - coro, composición, producción - Giorgio Cocilovo - guitarra, guitarra eléctrica - Adelio Cogliati - composición - Dedo Cogliati - coro - Aida Cooper - coro - Stuart Elliot - batería - Moreno Ferrara - coro - Mo Foster - bajo - Bob Galanti - coro | - Alfio Galimberti - mezcla, asistencia - Paolo Gianolio - bajo, guitarra, guitarra eléctrica - Patsy Kensit - composición - Gian Battista Lizzori - mezcla digital, ingeniería - Gabriele Melotti - batería, percusión - Paolo Mescoli - voz, ingeniería - Silvio Pozzoli - coro - Eros Ramazzotti - coro, voz principal, composición, guitarra - Esaù Remor - ingeniería - Franco Santamaria - ingeniería - Sventola Conte Ubaldo Degli Ubaldi - coro - Trevor Vallis - mezcla - Betty Villani - coro |

Fuente: